# Premio Nacional de Literatura de la Junta de Galicia
El Premio Nacional de Literatura de Galicia fue un galardón otorgado por la Junta de Galicia y otorgado por un jurado de quince personas de diferentes ámbitos de la cultura gallega , como uno de los diez Premios Nacionales de Cultura Gallega .
Los premios fueron entregados a creadores vivos que destacaron ese año por su trabajo en este campo artístico de la literatura , o en reconocimiento a una trayectoria. El premio fue anunciado recién en 2008 , edición en la que los ganadores recibieron un premio de 15.000 euros.
Aunque con vocación de continuidad, el cambio de gobierno que se produjo en 2009 supuso la interrupción de la convocatoria. Cuando se crearon los Premios de la Cultura Gallega en 2010, se definió como continuación la categoría Premio Cultura de las Letras de Galicia.

## Ganadores
2008 - Xosé Luís Méndez Ferrín
- Datos: Q109423492